# Divisão N.º 14 (Saskatchewan)
A Divisão N.º 14 é uma das dezoito divisões do censo da província canadense de Saskatchewan, conforme definido pela Statistics Canada. A região está localizada na parte norte do sudeste da província, na fronteira com Manitoba. A comunidade mais populosa desta divisão é a cidade de Melfort, e outras comunidades importantes são as cidades de Nipawin e Tisdale.
De acordo com o censo populacional de 2006, 36 mil pessoas moram nesta divisão. A região tem uma área de 33817 km2.